# Brindisi (Wein)
Brindisi DOC sind Weine aus der süditalienischen Provinz Brindisi in der Region Apulien. Die Weine haben seit 1979 eine „kontrollierte Herkunftsbezeichnung“ (Denominazione di origine controllata – DOC), die zuletzt am 7. März 2014 aktualisiert wurde.

## Anbaugebiet
Der Anbau ist innerhalb der Provinz Brindisi gestattet in den Gemeinden Brindisi und Mesagne.

## Erzeugung
Unter der Bezeichnung Brindisi DOC werden unterschiedliche Weine erzeugt und verkauft:
- Brindisi Rosso und Brindisi Rosato – müssen zu mindestens 70 % aus der Rebsorte Negroamaro erzeugt werden. Höchstens 30 % andere rote Rebsorten, die in der Produktionszone „Salento-Arco Ionico“ zugelassen sind, dürfen, einzeln oder gemeinsam, zugesetzt werden.
- Brindisi Bianco – muss zu mindestens 80 % aus der Rebsorte Chardonnay und/oder Malvasia bianca (einzeln oder gemeinsam) erzeugt werden. Höchstens 20 % andere weiße Rebsorten, die in der Produktionszone „Salento-Arco Ionico“ zugelassen sind, dürfen, einzeln oder gemeinsam, zugesetzt werden.
- Brindisi Negroamaro (rot oder rosé) – muss zu mindestens 85 % aus der Rebsorte Negroamaro erzeugt werden. Höchstens 15 % andere rote Rebsorten, die in der Produktionszone „Salento-Arco Ionico“ zugelassen sind, dürfen zugesetzt werden.
- Brindisi Susumaniello – muss zu mindestens 85 % aus der Rebsorte Susumaniello erzeugt werden. Höchstens 15 % andere rote Rebsorten, die in der Produktionszone „Salento-Arco Ionico“ zugelassen sind, dürfen zugesetzt werden.
- Unter der Bezeichnung „Brindisi …“, gefolgt von der jeweiligen Rebsorte, werden Weine produziert, die zu mindestens 90 % aus der jeweils genannten Rebsorte bestehen müssen. Höchstens 10 % andere analoge Rebsorten, die in der Produktionszone „Salento-Arco Ionico“ zugelassen sind, dürfen zugesetzt werden:
  - Brindisi Chardonnay
  - Brindisi Malvasia bianca
  - Brindisi Fiano
  - Brindisi Sauvignon